# Gymnodamaeus adpressus
Gymnodamaeus adpressus är en kvalsterart som först beskrevs av Aoki och K. Fujikawa 1971.  Gymnodamaeus adpressus ingår i släktet Gymnodamaeus och familjen Gymnodamaeidae. Inga underarter finns listade i Catalogue of Life.